# Two World Financial Center
Le Two World Financial Center est un gratte-ciel situé dans le Financial District de Manhattan, à New York, situé sur West Street. Le building culmine à 197 mètres, ce qui en fait le deuxième plus haut du World Financial Center. Son architecture est très proche de celle du Three World Financial Center, cependant, les deux gratte-ciel se distinguent par la forme de leur toit, celui du Two étant en forme de dôme, alors que celui du Three est en forme de pyramide. L'architecture postmoderne de l'immeuble est due à Cesar Pelli et à son cabinet d'architectes Cesar Pelli & Associates, responsable des plans du World Financial Center.
Parmi les locataires principaux de l'immeuble, on retrouve la Commerzbank, Deloitte Touche Tohmatsu, Merrill Lynch, Nomura Group (conglomérat japonais), State Street Corp. (fournisseur de services financiers) et Thacher Proffitt & Wood (cabinet d'avocats). En outre, le Two World Financial Center est, des quatre immeubles du complexe du World Financial Center celui qui offre la surface de bureaux louables la plus importante (231 000 m2).
Le Two World Financial Center est relié aux autres bâtiments du World Financial Center grâce au Winter Garden (jardin d'hiver), espace public construit sous une armature de verre et d'acier culminant à 36 mètres, et abritant divers arbres et plantes, dont seize palmiers de douze mètres provenant du désert des Mojaves.
À l'instar du Three World Financial Center et des autres bâtiments du complexe, le Two World Financial Center a été touché par les attentats du 11 septembre 2001, ce qui lui a valu d'être fermé entre la date des attentats et mai 2002, pour permettre d'effectuer les réparations nécessaires (remplacement des vitres ...).